# 唐英年
唐英年，大紫荊勳賢，GBS，JP（1952年9月6日—），生於香港，籍貫江蘇無錫，香港商人，政治人物，前政務司司長（2007－2011）、財政司司長（2003－2007）。現時擔任全國政協常委，以及西九文化區管理局董事局主席。

## 背景
唐英年在1952年9月6日的凌晨時分，生於跑馬地養和醫院，他生在一個香港富裕的紡織業家庭，早於其曾祖父年代已從事紡織廠，1949年中华人民共和国建立後不久，其父唐翔千移民到香港經營紡織業，他曾就讀九龍聖德肋撒英文學校、高主教書院（小學部）和香港培正中學。在香港培正中學讀書時受洗成為浸信會教徒。於1975年完成中三課程便前往美國密歇根州的 Cranbrook Schools 升學。1975年，唐英年於美國完成大學學士學位後，本來繼續進修耶魯大學組織行為學碩士，但因為父親希望他返回香港打理生意而肄業。於是自1976年起一直協助打理家族生意。
1991年，唐英年成為功能組別香港立法局議員，開始踏上政壇。1997年香港主權移交後，獲首任行政長官董建華邀請進入行政會議。
2002年開始“棄商從政”，從政時期被香港傳媒暱稱為「唐唐」。2002年7月至2003年8月，唐英年出任香港工商及科技局局長，期間參與CEPA洽談和執行簽訂。2003年8月升任財政司司長。2007年6月成為政務司司長直至2011年9月辭職，同年11月底，他正式宣佈參選2012年香港特別行政區行政長官選舉。但他在選舉後期民望急跌，最終以285比689票輸給梁振英落選。
2013年10月，唐英年接替父亲唐翔千任唐君远教育基金会理事长。
2015年5月，他出任香港江蘇社團總會會長，以進一步團結及增強江蘇在香港人社團的影響力和凝聚力，推動兩地的貿易、人文等方面的交流。

## 家庭背景
唐英年生於江蘇無錫的紡織業世家，其祖父唐君遠是曾任上海市政協副主席的資本家，1930年代後期，唐君遠家族的毛紡廠當時幾乎壟斷了無錫的毛紡織工業。1949年中华人民共和国建立后不久，其父唐翔千移居到香港，繼續經營其家族的紡織業。
唐英年在1975年於美國密西根大學完成學業，獲得文學士學位，之後返回香港，在父親唐翔千開辦的「半島針織廠」工作。被稱為唐英年「家臣」的香港立法會議員林大輝，早年已在唐英年家族公司工作，他曾表示當年唐英年在家族經營的公司由底層做起，後來才「太子登基」正式接任管理，直至1991年做立法局委任議員，唐英年放下家族生意，交給他打理。
唐英年的父親唐翔千與江澤民甚有淵源，與唐氏友好的香港政商界人士李鵬飛曾形容唐、江二人稱兄道弟。唐英年於2007年接受無綫電視節目《志雲飯局》訪問時，承認父親因早年在上海投資，所以與當時在上海主政的江澤民成為朋友，自己年輕時多次與江澤民見面，兩人關係甚佳。根據2010年，美國財經雜誌《福布斯》發布的香港富豪榜，唐英年的父親唐翔千擁有66.3億港元資產，於香港富豪榜排第40位。而其母親尤淑圻早年亦曾協助丈夫打理製衣廠，擔任過保良局總理、仁濟醫院主席，在1977年已獲太平紳士銜頭。

## 從政生涯
因唐英年家族在商界的地位，1991年他獲委任為香港立法局委任議員，開始其從政生涯。1995年，唐英年出任香港工業總會主席，同年他參選變相直選的新九組，結果成功連任立法局議員。
1997年香港特別行政區成立後，唐英年出任行政會議成員。到了2002年7月，唐英年正式加入香港政府的決策部門，出任工商及科技局（商務及經濟發展局前身）局長，同時退出自由黨。
2003年8月5日，唐英年接替梁錦松出任財政司司長。
2005年5月25日，因曾蔭權辭去政務司司長的職務參選行政長官，行政長官及政務司司長的職位同時懸空，按《基本法》的規定，由財政司司長唐英年出任署理行政長官，直至6月21日曾蔭權就任行政長官止。
2007年7月1日，唐英年出任政務司司長，直到2011年9月28日，他請辭政務司司長一職，連帶辭任西九文化區管理局主席及關愛基金督導委員會主席，計畫參選2012年香港特別行政區行政長官選舉，9月30日正式離任。
2013年，獲中央委任為第十二屆全國政協常務委員。
2018年1月，当选第十三届全国政协委员。

## 參選行政長官
2011年5月，前港區人大代表吳康民提出的「鐵三角論」，建議由范徐麗泰出任下屆行政長官，唐英年繼續擔任政務司司長，行會召集人梁振英出任財政司司長。而唐英年及梁振英早已被傳媒認為是「疑似」參選行政長官的熱門人物。在2011年7月9日，范徐麗泰稱考慮是否參選特首。後來，她曾公開讚揚唐英年在政府打滾多年，行政經驗比自己優勝。2011年9月9日，梁振英公開高調表明，自己正為特首選舉作準備。同年9月10日，范徐麗泰則稱自己是另一疑似行政長官參選人唐英年的支持者，並明示如果對方表態參選，她會放棄競逐。。
2011年9月28日，唐英年正式辭去政務司司長職務，並稱自己考慮參選行政長官選舉。他於2011年11月26日宣布參選。最早公開支持他的各界人士分別有：前行政會議召集人鍾士元、海洋公園主席盛智文、前香港金融管理局總裁任志剛、藝人周星馳、滙豐銀行行政總裁王冬勝等。2012年2月20日，唐英年報名參選行政長官，稱獲得379張提名票。。

### 中央「欽點」及爭議
部分人認為與首兩任特首一樣，唐英年早就受到中央的「欽點」成為第三屆特首，唐英年在董建華政府年代當過局長和財政司司長，官路一直上升，在曾蔭權政府出任政務司司長，這本來是培養他的管治能力，為接任特首鋪路。可是這些年來，唐英年在十年的宦海生涯裡，沒有政績不在講，其多次失言令人失去信心，民望不斷下滑。
前中共中央總書記、國家主席江澤民與唐英年有些家族淵源，外界個別人士猜測這對唐英年競選做2012年的新一屆特首有利，前港區人大代表李鵬飛認為，2011年中傳病危的江澤民萬一去世不利唐英年選情；熟悉中國國情的時事評論員劉銳紹則認為，江澤民過去幾年將重點放在中共高層人事佈局而非香港此彈丸之地，不會因一人離世而有戲劇性改變。2011年8月，香港特首前哨戰愈演愈烈，民調顯示唐英年發表惹爭議的言論後的民意出現變動，劉銳紹認為民調不是決定性因素，最後挑選特首人選是北京決策層。

## 獲任西九管理局董事局主席
2017年9月18日，行政長官林鄭月娥委任唐英年出任西九文化區管理局董事局主席，任期兩年，10月1日生效。這是首次由非官方人員（時任政務司司長）出任西九管理局董事局主席一職。两年后的2019年8月13日再获委任，任期两年，10月1日生效。

## 言論及爭議

### 維港巨星匯欠職責任
2003年，香港政府為振興SARS疫症過後的經濟，成立由工商及科技局局長唐英年作為主席的專責小組，小組委任香港美國商會舉辦大型表演活動「維港巨星匯」，但效果比預期差，評論認為這場風波突顯出政府官員監管不力。政府內部調查裁定時任投資推廣署署長盧維思失職，他因此入稟高等法院提出司法覆核。盧維思在聆訊期間，揭發唐英年曾在內部會議中認為事件中沒有人失職，但在盧維思面臨紀律聆訊前，卻要求從內部會議紀錄中刪除自己有關的言論。夏正民法官形容唐英年為「玩政治花招」，並判盧維思勝訴，推翻政府調查報告。
立法會議員李卓人認為，事件涉誠信問題，要求唐英年交代。
2009年，盧維思在其新書著作披露“維港巨星匯”的決策過程，說自己只是代罪羔羊，他將矛頭指向當時的工商及科技局局長的唐英年及多位官員。

### 施政能力受質疑
2011年9月，維基解密公開多份美國駐港總領事館的機密電文，其中一份記錄了2006年6月，被稱為曾蔭權密友的前香港立法會議員鄭經翰認為：因唐英年能力低（incompetent），出任政務司長會對曾蔭權有好處，可造就曾蔭權的權力。同一時期，中大亞太研究所民調顯示，唐英年的民望跌至任內最低，只有44.1分，評為不合格。評論認為唐英年民望低，除了因為連番失言，更因為他處身弱勢政府有關。

### 反駁「地產霸權」論之爭議
2011年5月，唐英年接受報章訪問，認為香港沒有地產霸權，地產發展商在香港經濟中扮演一個角色；他指富商李嘉誠等富商不是一出生便擁有財富，是靠一己努力。他說，不滿李嘉誠成功的年輕人何不撫心自問，「為甚麼做不到下一位李嘉誠？」。此言一出，爭議之聲不絕，評論認為他把政府施政失誤推卸，看法與社會脫節，又指唐英年主觀地認為「李嘉誠」仍是大眾年輕人的榜樣，現今相反他亦是被指為「地產霸權」、「為富不仁」等形容詞的代表人物。他被批評不了解現時年輕人的生活情況，以及受高樓價影響，根本無法負擔樓宇的供求。

### 「六四」觀點
2011年10月，處於考慮參選特首階段的唐英年談及「六四事件」，他將六四事件形容為「個別事件」，稱明白社會對六四有感受，但希望港人站得高、看得遠，以宏觀角度看國家過去在多方面的良好發展。其言論引起爭議，而較早前另外兩位特首熱門人選梁振英曾形容六四事件為悲劇，全國人大常委范徐麗泰則指六四事件是不幸。

### 「車毀人亡」論
2011年1月15日，唐英年出席一個青年論壇時指，年青人要多包容，不要動不動就口誅筆伐，剛愎自用，否則會導致香港「車毀人亡」，又指責社運人士「關門做皇帝、社會運動會引致流血，令香港走上不歸路」。唐英年又形容妥協是民主的產品，香港要走民主化的道路，便要各退半步，尋求最終的結果，指責政府官商勾結，是將複雜問題簡單化，懶於理性思考的藉口，並不能真正幫助解決問題。其言論引起多個青年團體示威表示不滿，認為有關言論抹黑「80後」，又指摘曾蔭權及唐英年所帶領的政府，導致樓價飛升，貧富懸殊加劇，才是社會步向「車毀人亡」的元兇。其具爭議的言論更被首屆香港中學文憑考試的通識教育模擬試卷引用。

### 處理新界僭建問題
香港新界鄉事派一直就村屋非法僭建問題與政府勢成水火，時任發展局局長林鄭月娥曾聲言取締新界村屋僭建物不會手軟，與市區僭建物一視同仁處理。2012年1月，正值參選特首的唐英年冀各方以「以和為貴」的態度處理問題，更以「所謂違規建築」形容新界僭建物，他指新界僭建有其歷史背景，應尊重原居民的法定權益。唐英年早前已經表明，支持將超過一個的丁屋權，放寬現時的三層高限制，集結興建六層或九層丁屋，但被發展局局長林鄭月娥反駁，指這會影響政府開拓土地來滿足其他市民的房屋需求，更會涉及安全問題。另一名特首參選人梁振英指出，非法僭建問題一定要依法辦事，亦表示未曾聽說基本法保障丁屋僭建。此外，立法會房屋事務委員會主席李永達指唐英年此舉有如公然買票，斥責他不應在僭建問題優待新界人，否則會對市區居民不公。有評論指他多次向新界人開期票，是討好擁有幾十個選委成員的鄉議局。

### 批評市建局
2012年1月12日，唐英年批評市區重建局興建一些「華而不實、貴到無倫」的樓宇，認為其應該把收回的土地轉交政府作決定用途。市建局回應指他們是按市價賣樓，指唐的評論並不公平。立法會房屋事務委員會主席李永達，批評唐英年「駡人等同駡自己」，指唐英年當年出任財政司司長時有份審批各項撥款。學者宋立功亦指唐英年的批評如同「搬石頭揼自己的腳」，行為愚蠢。市建局主席張震遠回應指出唐英年當年擔任財政司司長時，亦有參與審批市建局項目，又暗示唐不應該為得到特首選舉或政治優勢，而將公營機構牽涉在內；他又指出唐英年「市建局收土地，交給政府再作拍賣」的構思，給人感覺是官商勾結。又稱單位售價低於市價，會引起很多貪污舞弊問題。發展局局長林鄭月娥指出，是時任財政司司長的唐英年要求市建局自負盈虧，不能以低價賣出項目。市建局非執行董事兼立法會議員陳淑莊表示，市建局的重建項目需要考慮注資和維持自負盈虧，因此項目會以市價出售。另一名非執行董事吳家鎚認為，唐英年完全不了解市建局的工作及成立目的，而批評對市建局的員工不公道。有評論指唐英年想藉此打擊對手梁振英支持者張震遠，因他是對方行政長官選舉辦公室主席。遭連日圍攻的唐英年強調他的批評是回應市民訴求，又辯稱任內有批出市建局項目，但從未批准過他們「起貴樓」，亦並非針對任何機構和人。

### 住宅僭建風波

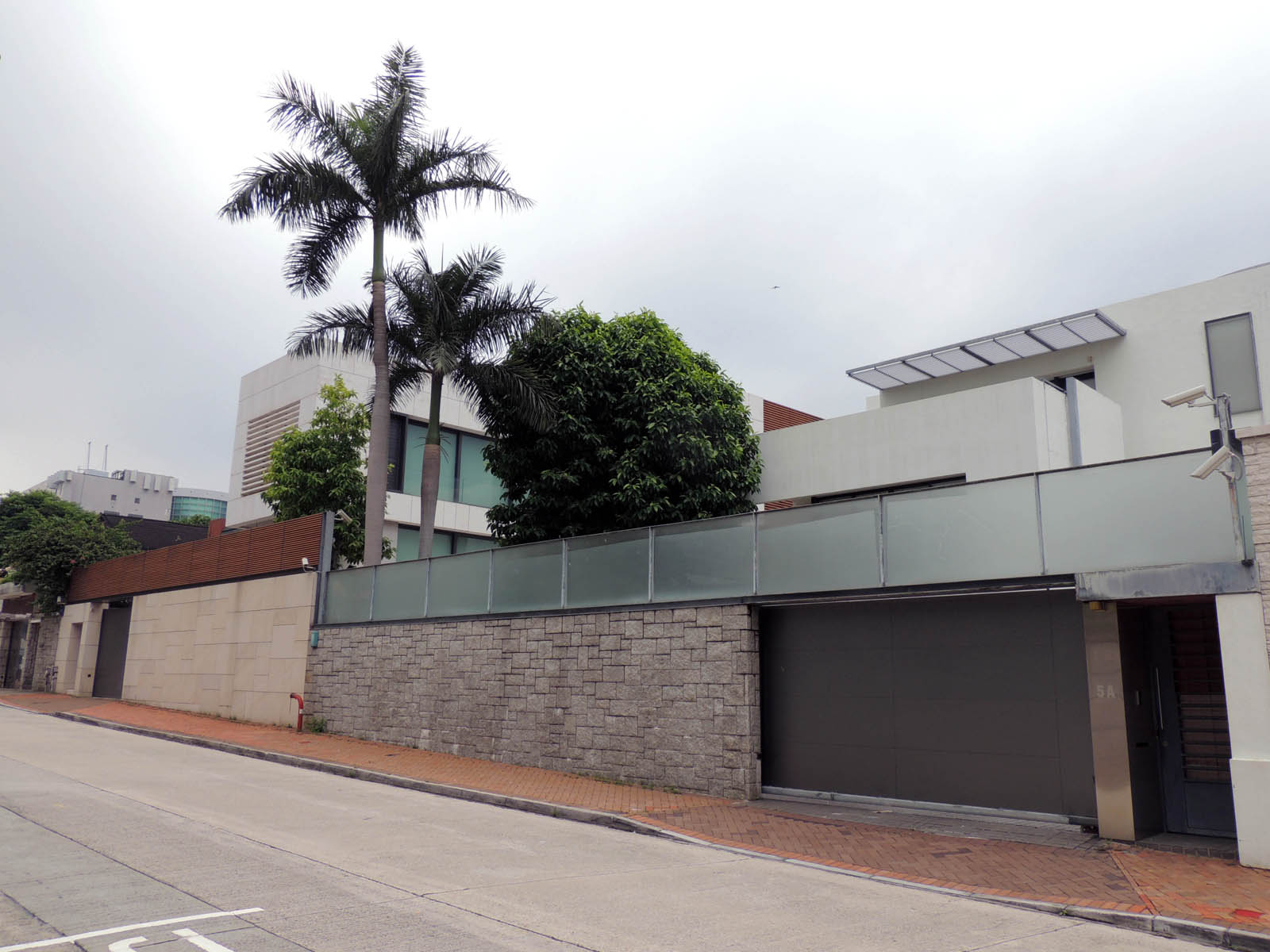
唐英年位於約道5、7號的大宅被證實僭建地庫

2012年2月13日，唐英年被《明報》揭發位於九龍塘約道5號及7號的大宅涉嫌僭建地庫；其後唐英年承認事件並公開道歉，但否認有任何的隱瞞，辯稱是工人「挖深了」，地庫只用作擺放雜物；負責項目的建築師何仲怡指當日呈交予屋宇署的圖則內並無地庫，指唐英年後來找其他承建商僭建地庫。其後，唐英年更在記者會中表示作為一個男人和公務員要有承擔（「做男人就要有膊頭，做公職就要有腰骨」），強調他若犯了錯的話，願意認錯及糾正。立法會議員李永達批評唐英年連日內的說法自相矛盾，已令其誠信破產；學者蔡子強認為唐英年的解釋是企圖模糊公眾視線，難以服眾；事後，有電台聽眾質疑唐英年誠信有問題，呼籲他退出參選行政長官。
2月15日下午出版之《爽報》以頭版報導，稱取得一份約道7號地庫嚴重僭建之圖則草圖，指僭建地庫面積逾2,400平方呎（220平方米），比大宅面積更大，更擁有酒窖、品酒室、多用途影院、日式浴堂等設施。2月16日多份報章頭版繼續跟進此次風波，更出動多部吊臂車從高空拍攝唐宅內情況。下午屋宇署人員進入約道5號及7號視察，晚上唐英年及其太太郭妤淺召開記者招待會，承認由其妻名下之約道7號內擁有僭建地庫，並指違規地庫是2007年，夫妻兩人感情處於「低潮時期」的時候取得入伙紙後動工，是太太郭妤淺的主意，但自己會一力承擔所有後果。及後他多次以「違規就是違規」為由而拒絕回應記者提問有關僭建地庫之大小及是否如報道所指擁有酒窖及日式澡堂等設施。唐並表示會繼續以政綱爭取市民及選委支持及希望市民給予他重新出發機會，並不會退選2012年香港特區行政長官選舉。及後，屋宇署測量師確定7號的地庫僭建超過2,200平方呎（200平方米）。

### 特首選舉論壇質問梁振英扼殺自由之言論
2012年3月16日，唐英年在2012年行政長官選舉辯論上表示，當年政府決定香港商業電台續牌時，梁振英曾提出縮短商台的牌照時間，用行政手段去打擊言論自由。梁振英回應說他相信唐英年是看報紙，而不是看行政會議紀錄，雖然他相信唐英年也是在行政會議之內。但是唐英年一直無說明是在行政會議上聽到該言論。另外，唐英年提出時任工商及科技局局長的他在2003年一個「政府高層會議」上時親耳聽到梁振英提及香港終有一日需要出動防暴隊及催淚彈對付示威者（註：唐英年並無明確指明該「政府高層會議」是行政會議）。梁振英否認指控，並且批評唐英年在沒有任何證據下便指控他，是「罔顧事實、顛倒是非黑白、意圖抹黑對手，蒙蔽七百萬市民」，並認為唐英年就此事到廉署備案的做法是「賊喊捉賊」，並且保留追究權利。唐英年指梁振英否認有講過與事實不符，會向他發送律師信件，又表示已經向廉政公署備案，並且歡迎梁振英控告他誹謗。
前保安局局長葉劉淑儀表示，沒有印象梁振英有說過這番言論；前教育統籌局局長李國章及前衞生福利及食物局局長楊永強亦指出，當時並沒有聽聞有人提出以防暴隊對付示威者。工聯會會長鄭耀棠則表示，唐英年不但未能提出證據支持他對梁振英的指控，而且違反行政會議的保密原則，令他們不能接受。但唐英年從沒提出在何種場合下聽到梁振英提出該言論，所以鄭耀棠說唐英年「違反行政會議的保密原則」的話，反而令人聯想到有人說謊。

### 稱人大做任何事都不違反《基本法》，人大擁最終決定權
2018年1月14日，時值全國人大常委會剛通過西九龍站一地兩檢《合作安排》不久，唐英年接受《星島日報》訪問說站內實施一地兩檢是相當特殊情況，經過審慎考慮及討論，並稱「人大常委會做任何一件事，中央政府做任何一件事，必定會符合一國兩制方針和不違反《基本法》」。又指《基本法》由人大制定，權力出自國家憲法，而且列明它的解釋權屬於作為國家最高權力機關的人大常委會，有最終決定權，「相等於上訴至終審法院，它作的決定是最終的，不能再上訴。」

### 失言
唐英年偶然在公開場合說錯話，亦成為本地傳媒報導及評論的焦點，更有批評指他經常辭不達意。
- 2006年11月9日下午，身任財政司司長的唐英年出席「昂坪360」纜車開幕典禮，他在開幕典禮致辭時，把英文演講辭的「昂坪360」直接以粵語拼音讀作：「Ngong Ping Sam Luk Ling」，近似粵音「昂坪三碌拎」，而「昂坪360」的官方英文譯為「Ngong Ping 360」（正確讀法為：Ngong Ping Three-Sixty）。[71][72]
- 2008年6月20日，唐英年於立法會解答議員提問，關於旺角漢普頓酒店被法庭執達吏查封，驅逐人客，酒店住客被迫搬遷，唐英年以俗語形容旅客說：「......嗰班友吊吊揈喺街度」。有輿論指「吊吊揈」（粵拼：tiu4 tiu2 fing6，俗寫「條條fing」）是粗俗用語，後來被傳媒多次同樣以市井用語「吊吊揈」比喻唐英年。[73][74]
- 2009年11月18日，立法會會議上，泛民主派議員何秀蘭向時任政務司司長唐英年問及：「現時香港不民主的政治制度，造就貧富懸殊問題，你的新政策是否在强化这个问题？」，唐英年草率的以一個「是」字回答，還擺出一副輕佻的鬼臉，不停點頭，有其他議員不滿，他只好加以補充。[75]
- 2010年4月14日，在立法會討論政府推出的2012年香港政治制度改革，惹來泛民主派不滿及批評，政務司長唐英年反擊泛民主派的批評，但卻將「顧全大局」說成「顧全大陸」，被泛民主派議員揶揄「鬼拍後尾枕」（意指不打自招），指其說出的是「顧慮中央」的心底話。[76][77]
- 2011年8月19日，政務司司長唐英年回應，有人批評政府在副總理李克強訪港時的保安安排，違反言論自由及人權，唐英年以英文形容這种說法為︰「completely rubbish」，中文解作類似「完全垃圾」的意思，事後，此英文詞彙被指不文雅及有誤。[78]
- 2011年10月30日，唐英年出席位於油塘基法小學的教育座談會，會中他向基法小學校長梁淑儀問：「你們學校的大學入學率有多高？」梁校長回應說：「我們學校是一間小學，學生畢業後是升中學啊！」估計唐英年誤以為自己到了中學或忘了升學次序，據傳媒報導，當時場面尷尬。[79][80]
- 2018年5月19日，身任全國政協常委的唐英年受邀出席上海復旦大學香港校友會的論壇，演講時把復旦大學由右向左唸的校訓「博學而篤志，切問而近思」反轉讀，以普通話由左向右讀出，但他沒有更正，似乎懵然不知自己讀錯，也沒有人糾正他，現場引發復旦校友一陣笑聲和輕微騷動。[81][82]

## 個人生活
他就讀的幼稚園、小學、中學均為基督教學校。
唐英年與妻子郭妤淺於1984年結婚，育有一兒子唐嘉盛及三名女兒唐嘉敏、唐嘉儀和唐嘉慧。
在2005年的一次訪問中，他曾表示自己是古典音樂和流行音樂的愛好者，亦是莫扎特和張學友的樂迷 。
此外，他還是香港賽馬會會員，於1997年9月獲選為董事，直至2002年離任，在港名下馬匹包括「夢幻拍檔」、「天龍」、「大殺手」、「活力金」、「鷹冠」、「富士晨曦」、「心福」、「美酒」、「威風八面」、「鷹鳴神武」、「畫出彩虹」、「回眸一笑」、「奇異晨曦」、「心興德仁」（個人名下）、「大師」、「知己知彼」（與許仕仁合夥）等。
1997年，亞洲電視節目《成長話香江》主持盧瑞盛參觀唐英年的豪宅，可見客廳隨地放了逾千支红酒，另外他還租了個2,000多呎的酒倉擺放。2007年，唐英年坦言有兩個酒窖，專門收藏红酒。唐英年没有正面地公開自己究竟有多少支红酒，但據香港傳媒披露，唐氏藏酒數以千萬計，他的至愛是波爾多Château La Fleur-Pétrus酒莊，1947年份和1950年份的红葡萄酒。據悉他曾每年親自到歐洲四處蒐羅红酒。另外，唐英年對吃亦很講究。

### 婚外情及私生子傳聞
2011年7月，唐英年參選行政長官選舉前夕，有報章引述金融服務界議員詹培忠指他問過唐英年有關婚外情的傳聞，唐英年說這已是「過去式」，起初這側消息並未引起公眾注目。同年9月19日，《明報》以頭版報道唐英年的前政務助理袁莎妮擔任香港總商會新總裁，而沒有按慣例公開招聘，惹來質疑。事件再次撩起唐英年與袁妮莎的婚外情之傳言，而袁莎妮嚴正否認兩人有感情關係，唐英年則表示早已聽過不同版本的傳聞，難以一一澄清。為免外界更多猜測，唐英年在10月4日出版的《東周刊》專訪中披露自己「感情上有缺失」，當天他又與其妻郭妤淺牽手步出山頂白加道政務司官邸公開向傳媒說：「我過去在個人感情上曾經有過缺失，我深感悔疚。」並稱已得太太原諒、全力支持及鼓勵，又肯定太太是他的終生伴侶。隨後《壹週刊》再次傳出唐英年與其他女性的緋聞，唐英年拒絕再作回應，其公關手法備受討論。
2012年2月20日，傳媒報導唐英年與新界鄉議局副主席林偉強的女兒林穎妍（Esther）有親密關係，爽報並刊登唐英年與林穎妍的合照，及多封以英文撰寫的電子郵件，指二人早於2009年12月已展開「浪漫關係」。林穎妍於2003年與丈夫結婚，夫婦與現年7歲的兒子同住於港島貝沙灣。她任職於中環國際金融中心一家私人銀行。2012年2月21日，唐英年向傳媒回應承認認識對方，並形容雙方只是「泛泛之交」。
2012年3月5日，唐接受無綫新聞訪問，被問到私生子傳聞時，沒有即時否認，並表示不希望涉及的第三者受傷害，意味真有其事。2012年3月7日，《成報》刊登一張被指是唐英年的私生女，相中女孩與唐相似。

## 榮譽

### 勳章
- 金紫荊星章（2000年）
- 大紫荆勳章（2009年）

### 榮譽博士
- 香港理工大學榮譽工商管理博士（2002年）
- 香港城市大學榮譽法學博士（2003年）
- 香港公開大學榮譽社會科學博士（2008年）
- 香港中文大學榮譽法學博士（2009年）[99]

## 外部連結
- 唐英年個人網站
- 唐英年的新浪微博

| 官衔                  | 官衔                                       | 官衔          |
| --------------------- | ------------------------------------------ | ------------- |
| 前任： 許仕仁         | 政務司司長 2007年7月1日-2011年9月30日      | 繼任： 林瑞麟 |
| 前任： 梁錦松         | 財政司司長 2003年8月5日-2007年6月30日      | 繼任： 曾俊華 |
| 前任： 曾蔭權（署理） | 署理行政長官 2005年5月25日-6月21日         | 繼任： 曾蔭權 |
| 政府职务              |                                            |               |
| 前任者： 新設立       | 工商及科技局局長 2002年7月1日-2003年8月4日 | 繼任： 曾俊華 |